# 89282 Suzieimber
89282 Suzieimber este o planetă minoră (asteroid) din centura de asteroizi. A fost descoperită pe 10 noiembrie 2001 la Ondřejovská hvězdárna⁠(d) de Petr Pravec⁠(d). 
Obiectul prezintă o orbită caracterizată de o semiaxă mare de 2,5570489442034 UAi, o excentricitate de 0,1711150512591, o înclinație de 4,904539289974 ° în raport cu ecliptica.